# Tangara auréolé
Iridosornis rufivertex
Espèce
Statut de conservation UICN

 LC  : Préoccupation mineure
Le Tangara auréolé (Iridosornis rufivertex), aussi appelé Tangara à tête dorée, est une espèce d'oiseaux de la famille des Thraupidae.

## Sous-espèces
D'après la classification de référence (version 5.2, 2015) du Congrès ornithologique international, cette espèce est constituée des quatre sous-espèces suivantes (ordre phylogénique) :
- Iridosornis rufivertex rufivertex (Lafresnaye, 1842) ;
- Iridosornis rufivertex caeruleoventris Chapman, 1915 ;
- Iridosornis rufivertex ignicapillus Chapman, 1915 ;
- Iridosornis rufivertex subsimilis Zimmer, 1944.